# Limenitis vivina
Limenitis vivina är en fjärilsart som beskrevs av Van Eecke 1913. Limenitis vivina ingår i släktet Limenitis och familjen praktfjärilar. Inga underarter finns listade i Catalogue of Life.